# Maria Schnee (Mindelheim)

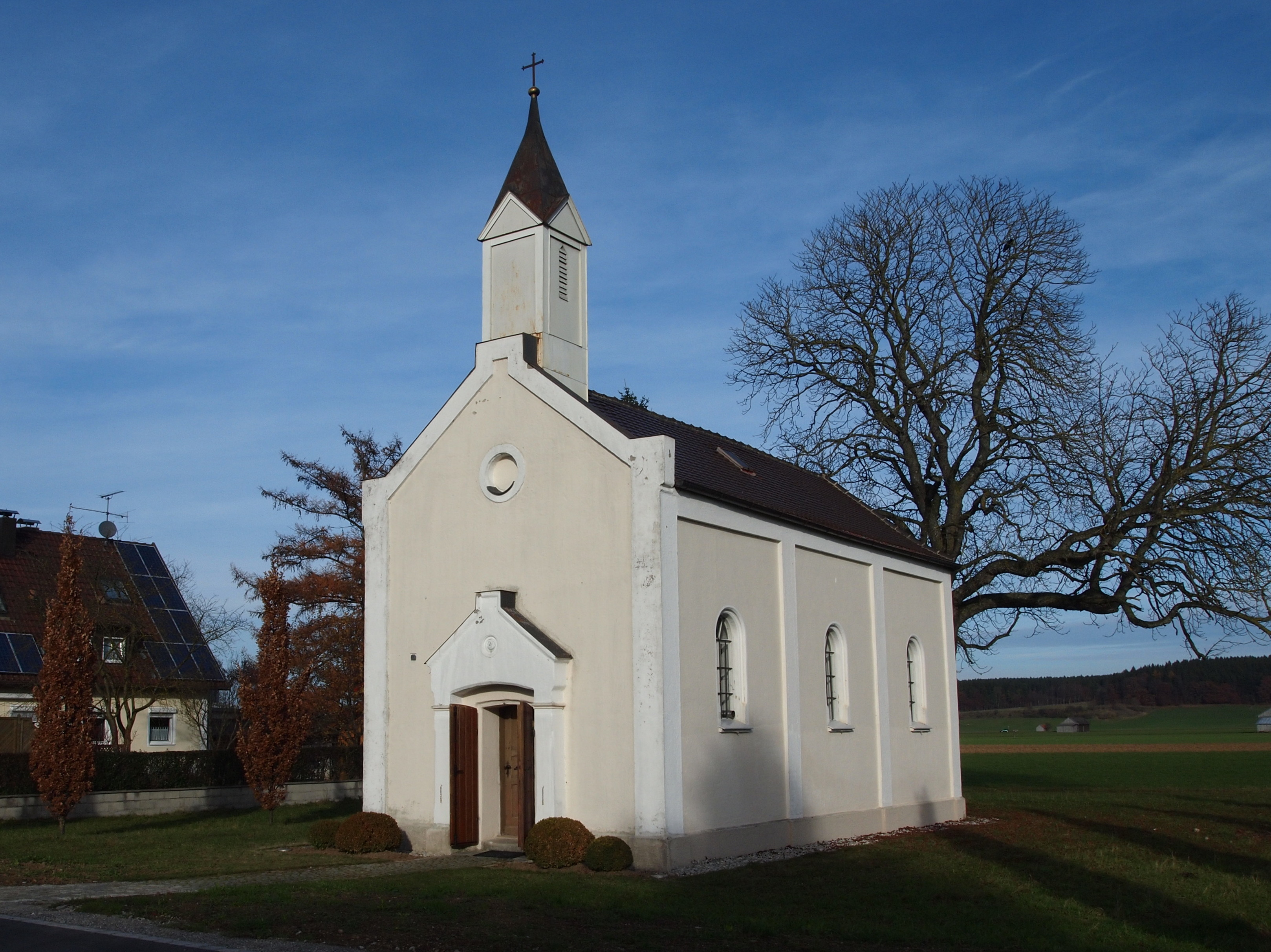
Kapelle Maria Schnee in Mindelheim

Die Errichtung der römisch-katholischen Kapelle Maria Schnee (auch Eichetkapelle genannt) geht auf einen Fund von 1803 zurück, bei welchem ein in einer Eiche eingewachsenes Bild Maria Schnee gefunden wurde. Die Kapelle befindet sich in Mindelheim im Landkreis Unterallgäu (Bayern) und steht unter Denkmalschutz.

## Geschichte
Die Bürgersfrau Elisabeth Bodenmüller veranlasste, durch die Sammlung von Geldbeträgen, nach dem Fund des Bildes die Errichtung einer ersten Feldkapelle aus Holz. Das gefundene Gemälde wurde auf dem Altar dieser Kapelle aufgestellt. 1819 wurde der erste Kapellenbau durch einen größeren, jedoch ebenfalls aus Holz errichteten Bau, ersetzt. Erst 1871 wurde die Holzkapelle abgerissen und durch einen Massivbau aus den Mitteln des Maurermeisters Andreas Scheu und des Kaufmanns Josef Boneberger von Mindelheim ersetzt. Eine Renovierung fand 1962 statt.

## Beschreibung
Die Kapelle liegt südöstlich, leicht außerhalb der Stadt Mindelheim. Das Kapellengebäude ist ein schlichter neuromanischer, flachgedeckter Bau mit drei Fensterachsen und dreiseitigem Schluss. Im dreiseitigen Schluss und im Langhaus sind Rundbogenfenster eingesetzt. Im Hauptraum läuft ein Profilgesims unterhalb des Deckenrandes. An der Westwand ist die Inschrift Anno Domini 1871 / neuerbaut von den Guttätern / Andreas Scheu Maurermeister / u. Josef Boneberger Kaufmann / aus Mindelheim. angebracht. Außen ist die Kapelle durch Lisenen in große Rechteckblenden gegliedert. Der Zugang zur Kapelle erfolgt durch ein Stichbogenportal an der Westseite, dieses ist plattenartig von einer aus der Wand vortretenden Ädikula umgeben. Die Ädikula besitzt einen flachen, von einer Zinne gekrönten Giebel. Sie folgt dabei in ihrem Aufbau dem Westgiebel der Kapelle. Über diesem erhebt sich der quadratische Dachreiter mit vier Giebeln und einer Blechspitze.

## Ausstattung

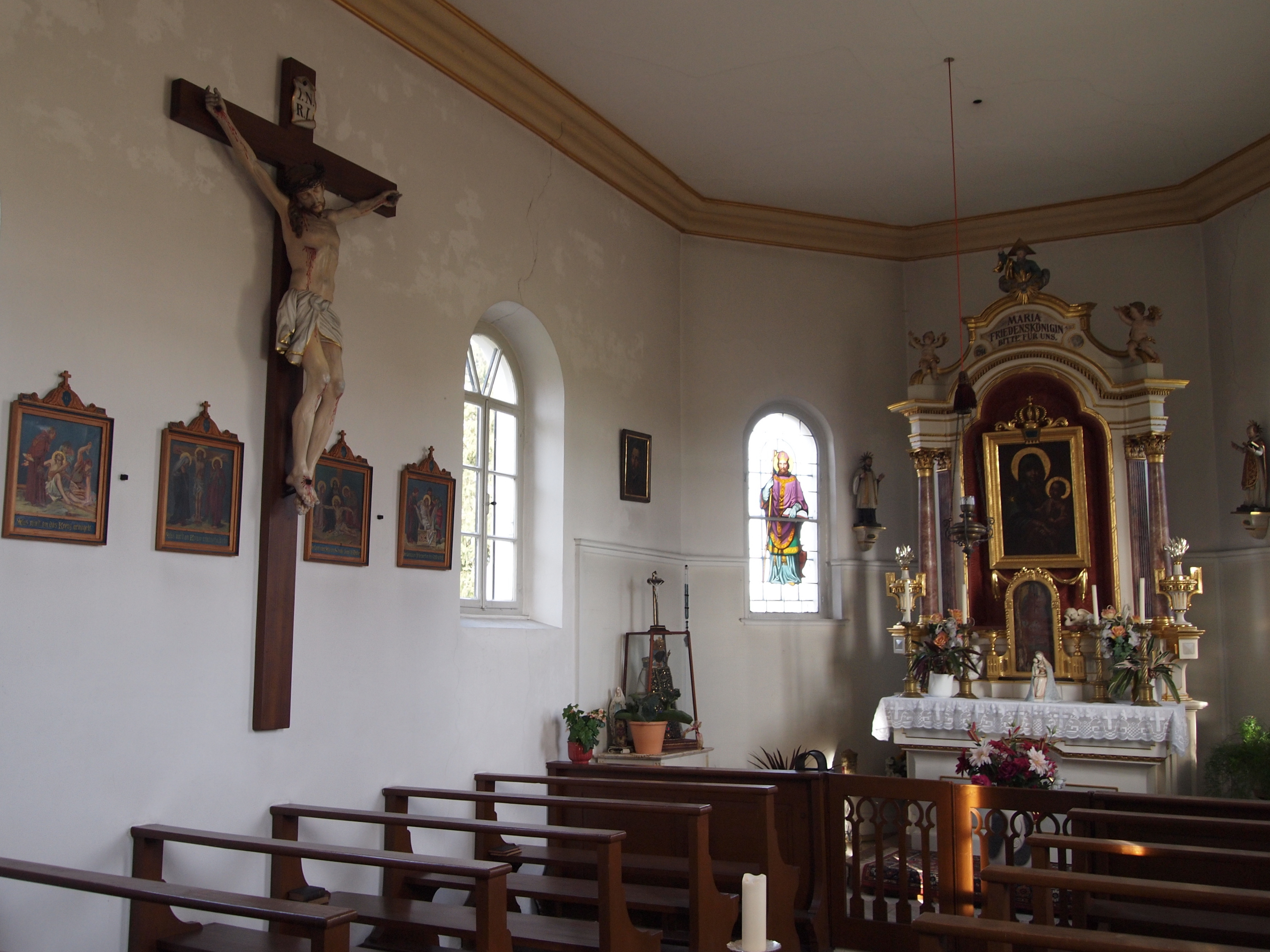
Innenansicht der Kapelle Maria Schnee

Der klassizistische Altar stammt aus dem Anfang des 19. Jahrhunderts und wurde in der Folgezeit wohl verändert. Er ist aus Holz gefertigt und weiß und golden gefasst. Der hohe konvexe Aufbau enthält in der Mitte eine kleeblattförmig geschlossene Nische, in der sich ein rechteckiges Gemälde Maria Schnee in einem vergoldeten Rahmen mit Krone im Scheitel befindet. Flankiert wird das Altarbild von nach außen schräggestellten korinthischen, rot marmorierten Säulen. Hinter den Säulen befinden sich kannelierte Pilaster in gleicher Farbfassung wie die Säulen. Vor den beiden Säulen befindet sich jeweils auf einer Konsole eine Vase. Das Gebälk des Altars ist verkröpft und über der zentralen Altarnische segmentbogig erhöht. Der flache Volutengiebel darüber trägt die Inschrift MARIA / FRIEDENSKÖNIGIN / BITTE FÜR UNS. von 1914. Die kleinen Holzfiguren darüber stammen aus dem 18. Jahrhundert und stellen im Scheitel Gottvater mit der Heilig-Geist-Taube dar. Rechts und links daneben kleine auf den Voluten sitzende Putten.
Auf der Predella, in einem klassizistischen, rundbogig geschlossenen Rahmen des 19. Jahrhunderts befindet sich das Gnadenbild Maria Schnee. Dieses ist auf ein rindenumgebendes Stück Baumstamm gemalt. Es ist eine Kopie des Gemäldes von Santa Maria Maggiore in Rom.
Das Deckengemälde zeigt in einem Kreisfeld Mariä Heimsuchung und ist mit Anton Braun 1871 bezeichnet. An der Westwand ist ein Gemälde mit der Seeschlacht von Lepanto vom Ende des 17. Jahrhunderts angebracht. Auf dem Gemälde ist Maria zu sehen, wie sie von oben in den Kampf eingreift und deren Szepter Blitze niederzucken. Auf der Rückseite der Leinwand des querrechteckigen Gemäldes ist in dekorativer Bemalung eine allegorische Darstellung in roter und gelber Tonmalerei zu sehen. Dargestellt ist ein Festungsturm mit Geschützen und Fahnen und dem Namen Mariens. In einem Schriftband am oberen Rand ist NOMINI MEO ADSCRIBATVR VICTORIA. 2 REG. 12. zu lesen. Des Weiteren befinden sich zwei kleine rechteckige Bilder der heiligen Ignatius und Franz Xaver aus dem 18. oder 19. Jahrhundert in der Kapelle. Jeweils auf der Rückseite der beiden Bilder ist ein Zettel mit der Inschrift 1836. / Dieses Bild in die Eichetkapelle / zu unserer Lieben Frau bei / Mindelheim gestiftet / von / Fr. Xaver Hinterkircher / ehemaligem Apotheker in / Mindelheim und dermahlen Privatier / in Augsburg. vorhanden.